# Куприянов, Николай Григорьевич
Николай Григорьевич Куприянов (умер в 1897) — русский врач.

## Биография
В 1853 закончил Медико-хирургическую академию. В 1866 защитил при академии докторскую диссертацию: «Минеральные воды Теплица-Шенау» (СПб., 1866). Позже был врачом при горном департаменте. Кроме ряда статей в специальных изданиях, Куприянов напечатал: «История медицины в России в царствование Петра Великого» (СПб., 1872); «Исторический очерк состояния медицины в царствование Екатерины II» (СПб., 1873); «Очерк медицины в царствование Александра I» (СПб., 1877).